# Championnat d'Europe féminin de hockey sur gazon 2013
Cet article traite de l'épreuve féminine. Pour la compétition masculine, voir Championnat d'Europe de hockey sur gazon masculin 2013.
Navigation
Édition précédente Édition suivante
Le Championnat d'Europe de hockey sur gazon féminin 2013 est la 11e édition du Championnat d'Europe de hockey sur gazon féminin. Le championnat se déroule en août 2013 à Boom, en Belgique, en même temps que le Championnat d'Europe masculin. Le vainqueur est qualifié pour la Coupe du monde en 2014, à La Haye (Pays-Bas). Les deux dernières équipes sont reléguées en Championship II.

## Stade
Le tournoi se déroule dans les installations du club anversois Braxgata Hockey Club, dans un stade pouvant accueillir 8 400 spectateurs.

## Équipes qualifiées
Huit équipes participent à la compétition. Aux six équipes les mieux classées du Championnat d'Europe 2011 s'ajoutent deux équipes promues: la Biélorussie et l'Écosse rejoignent l'élite européenne, ayant terminé aux deux premières places du Championship II en 2011. Les Néerlandaises, 1re nation mondiale, championnes olympiques et championnes d'Europe en titre, font figure de grandes favorites.  Le tableau suivant rend compte du classement mondial des équipes participantes avant le début de la compétition.
| Pays | Équipes     | Rang FIH | Rang EHF | Poule |
| ---- | ----------- | -------- | -------- | ----- |
|      | Pays-Bas    | no 1     | no 1     | A     |
|      | Angleterre  | no 4     | no 2     | B     |
|      | Allemagne   | no 5     | no 3     | B     |
|      | Belgique    | no 13    | no 4     | A     |
|      | Espagne     | no 14    | no 5     | B     |
|      | Irlande     | no 15    | no 6     | A     |
|      | Écosse      | no 19    | no 9     | B     |
|      | Biélorussie | no 21    | no 10    | A     |

## Phase de poules

### Poule A
| Pays | Équipes  | Score | Équipes     | Pays |
| ---- | -------- | ----- | ----------- | ---- |
|      | Belgique | 5 - 1 | Biélorussie |      |
|      | Pays-Bas | 6 - 0 | Irlande     |      |
|      | Irlande  | 3 - 2 | Biélorussie |      |
|      | Belgique | 0 - 2 | Pays-Bas    |      |
|      | Irlande  | 0 - 3 | Belgique    |      |
|      | Pays-Bas | 7 - 0 | Biélorussie |      |

| Rang | Équipe      | Pts | J | V | N | P | BP | BC | Diff |
| ---- | ----------- | --- | - | - | - | - | -- | -- | ---- |
| 1    | Pays-Bas    | 9   | 3 | 3 | 0 | 0 | 15 | 0  | +15  |
| 2    | Belgique    | 6   | 3 | 2 | 0 | 1 | 8  | 3  | +5   |
| 3    | Irlande     | 3   | 3 | 1 | 0 | 2 | 3  | 11 | -8   |
| 4    | Biélorussie | 0   | 3 | 0 | 0 | 3 | 3  | 15 | -12  |

|  | Qualifiées pour la phase finale (no 1, no 2).        |
|  | Qualifiées pour la phase de classement (no 3, no 4). |

### Poule B
| Pays | Équipes    | Score | Équipes    | Pays |
| ---- | ---------- | ----- | ---------- | ---- |
|      | Angleterre | 3 - 0 | Espagne    |      |
|      | Allemagne  | 1 - 0 | Écosse     |      |
|      | Espagne    | 2 - 1 | Écosse     |      |
|      | Allemagne  | 2 - 1 | Angleterre |      |
|      | Angleterre | 2 - 1 | Écosse     |      |
|      | Espagne    | 0 - 2 | Allemagne  |      |

| Rang | Équipe     | Pts | J | V | N | P | BP | BC | Diff |
| ---- | ---------- | --- | - | - | - | - | -- | -- | ---- |
| 1    | Allemagne  | 9   | 3 | 3 | 0 | 0 | 5  | 1  | +4   |
| 2    | Angleterre | 6   | 3 | 2 | 0 | 1 | 6  | 3  | +3   |
| 3    | Espagne    | 3   | 3 | 1 | 0 | 2 | 2  | 6  | -4   |
| 4    | Écosse     | 0   | 3 | 0 | 0 | 3 | 2  | 5  | -3   |

|  | Qualifiées pour la phase finale (no 1, no 2).        |
|  | Qualifiées pour la phase de classement (no 3, no 4). |

## Phase de classement
La phase de classement est la poule des équipes qui se sont classées 3e et 4e au 1er tour.

Les résultats entre deux équipes lors du 1er tour sont comptabilisés.
| Pays | Équipes     | Score | Équipes     | Pays |
| ---- | ----------- | ----- | ----------- | ---- |
|      | Biélorussie | 2 - 3 | Écosse      |      |
|      | Irlande     | 0 - 1 | Espagne     |      |
|      | Irlande     | 1 - 3 | Écosse      |      |
|      | Espagne     | 4 - 2 | Biélorussie |      |

| Rang | Équipe      | Pts | J | V | N | P | BP | BC | Diff |
| ---- | ----------- | --- | - | - | - | - | -- | -- | ---- |
| 5    | Espagne     | 9   | 3 | 3 | 0 | 0 | 7  | 3  | +4   |
| 6    | Écosse      | 6   | 3 | 2 | 0 | 1 | 7  | 5  | +2   |
| 7    | Irlande     | 3   | 3 | 1 | 0 | 2 | 4  | 6  | -2   |
| 8    | Biélorussie | 0   | 3 | 0 | 0 | 3 | 6  | 10 | -4   |

|  | Maintien en Championship I (no 5 et no 6): Espagne & Écosse         |
|  | Relégation en Championship II (no 7 et no 8): Irlande & Biélorussie |

## Phase finale
|  | Demi-finales            | Demi-finales            |                        |       | Finale                  | Finale                  |
|  | Demi-finales            | Demi-finales            |                        |       | Finale                  | Finale                  |
|  |                         |                         |                        |       |                         |                         |
|  | 22 août 2013 18h00 CEST | 22 août 2013 18h00 CEST |                        |       | 24 août 2013 16h00 CEST | 24 août 2013 16h00 CEST |
|  | 22 août 2013 18h00 CEST | 22 août 2013 18h00 CEST |                        |       | 24 août 2013 16h00 CEST | 24 août 2013 16h00 CEST |
|  | Allemagne               | 2 (2)                   |                        |       | 24 août 2013 16h00 CEST | 24 août 2013 16h00 CEST |
|  | Allemagne               | 2 (2)                   |                        |       | 24 août 2013 16h00 CEST | 24 août 2013 16h00 CEST |
|  | Belgique                | 2 (0)                   |                        |       | 24 août 2013 16h00 CEST | 24 août 2013 16h00 CEST |
|  | Belgique                | 2 (0)                   | Allemagne              | 4 (2) |                         |                         |
|  | 22 août 2013 20h30 CEST |                         | Allemagne              | 4 (2) |                         |                         |
|  |                         | Angleterre              | 4 (0)                  |       |                         |                         |
|  | Pays-Bas                | Angleterre              | 4 (0)                  | 1 (2) |                         |                         |
|  | Pays-Bas                |                         |                        | 1 (2) |                         |                         |
|  | Angleterre              | 1 (3)                   |                        |       |                         |                         |
|  | Angleterre              | 1 (3)                   | Match pour la 3e place |       |                         |                         |
|  |                         |                         |                        |       |                         |                         |
|  | 24 août 2013 13h30 CEST |                         |                        |       |                         |                         |
|  |                         |                         |                        |       |                         |                         |
|  | Belgique                | 1                       |                        |       |                         |                         |
|  | Belgique                | 1                       |                        |       |                         |                         |
|  | Pays-Bas                | 3                       |                        |       |                         |                         |
|  | Pays-Bas                | 3                       |                        |       |                         |                         |

### Demi-finales
| Demi-finale 1             | Allemagne                 | 2 - 2             | Belgique                                 | Boom                                          |                                               |
| 22 août 2013 18 h 00 CEST | Hoffmann 19e · Mävers 68e | (1 - 1)           | 29e Boon · 40e de Vos                    | Arbitrage : Caroline Brunekreef Claire Adenot | Arbitrage : Caroline Brunekreef Claire Adenot |
| 22 août 2013 18 h 00 CEST | Hauke 18e · Bachmann 70e  | Rapport           | 21e Vandermeiren ·                       | Arbitrage : Caroline Brunekreef Claire Adenot | Arbitrage : Caroline Brunekreef Claire Adenot |
| 22 août 2013 18 h 00 CEST | Stöckel · Müller · Mävers | Tirs au but 2 - 0 | de Scheemaekere · Nelens · de Vos · Raes | Arbitrage : Caroline Brunekreef Claire Adenot | Arbitrage : Caroline Brunekreef Claire Adenot |

| Demi-finale 2             | Pays-Bas                                                                        | 1 - 1             | Angleterre                                                           | Boom                                    |                                         |
| 22 août 2013 20 h 30 CEST | de Goede 52e                                                                    | (0 - 0)           | 40e Unsworth                                                         | Arbitrage : Elena Eskina Irene Clelland | Arbitrage : Elena Eskina Irene Clelland |
| 22 août 2013 20 h 30 CEST | Hoog 28e · Dirkse van den Heuvel 31e · de Goede 68e · Dirkse van den Heuvel 70e | Rapport           | 45e Townsend · 67e Ball ·                                            | Arbitrage : Elena Eskina Irene Clelland | Arbitrage : Elena Eskina Irene Clelland |
| 22 août 2013 20 h 30 CEST | de Goede · Paumen · Hoog · Drost · Bos · de Goede · Drost                       | Tirs au but 2 - 3 | Walsh · Danson · Unsworth · Twigg · Richardson · Richardson · Danson | Arbitrage : Elena Eskina Irene Clelland | Arbitrage : Elena Eskina Irene Clelland |

### Petite finale
| Petite finale             | Belgique   | 1 - 3                                  | Pays-Bas                                                 | Boom                                       |                                            |
| 24 août 2013 13 h 30 CEST | de Vos 53e | (0 - 2)                                | 10e van Maasakker · 30e Dirkse van den Heuvel · 68e Hoog | Arbitrage : Annabelle Willox Claire Adenot | Arbitrage : Annabelle Willox Claire Adenot |
| 24 août 2013 13 h 30 CEST |            | 17e Dirkse van den Heuvel · 47e Derixx |                                                          | Arbitrage : Annabelle Willox Claire Adenot | Arbitrage : Annabelle Willox Claire Adenot |

### Finale
| Finale                    | Allemagne                                              | 4 - 4             | Angleterre                                        | Boom                                    |                                         |
| 24 août 2013 16 h 00 CEST | Hoffmann 4e · Bachmann 15e · Bachmann 22e · Krüger 34e | (4 - 3)           | 3e Twigg · 8e Walsh · 30e Richardon · 66e Gilbert | Arbitrage : Elena Eskina Irene Clelland | Arbitrage : Elena Eskina Irene Clelland |
| 24 août 2013 16 h 00 CEST |                                                        | 40e Richardson ·  |                                                   | Arbitrage : Elena Eskina Irene Clelland | Arbitrage : Elena Eskina Irene Clelland |
| 24 août 2013 16 h 00 CEST | Stöckel · Müller · Teschke · Müller-Wieland            | Tirs au but 2 - 0 | Walsh · Danson · Unsworth · Twigg                 | Arbitrage : Elena Eskina Irene Clelland | Arbitrage : Elena Eskina Irene Clelland |

| Championnes d'Europe de hockey sur gazon Allemagne 2e titre |

## Classement final
| Place              | Équipe      | Résultat                            |
| ------------------ | ----------- | ----------------------------------- |
| Médaille d'or      | Allemagne   | Championnes d'Europe                |
| Médaille d'argent  | Angleterre  | Vice-championnes d'Europe           |
| Médaille de bronze | Pays-Bas    | Vainqueur du match pour la 3e place |
| 4                  | Belgique    | Perdant du match pour la 3e place   |
| 5                  | Espagne     | Maintien en Championship I          |
| 6                  | Écosse      | Maintien en Championship I          |
| 7                  | Irlande     | Relégation en Championship II       |
| 8                  | Biélorussie | Relégation en Championship II       |